# Крав мага
Крав мага (хебр. קְרַב מַגָּע,  - контактна борба) је одбрамбено-тактички борилачки систем настао у Израелу за потребе Израелских одбрамбених снага.
Крав мага је високо ефикасан, практичан одбрамбено-тактички систем борења, који обучава како да се спречи, разреши и превазиђе било која врста насиља или напада. Крав мага обучава појединца за самоодбрану, самозаштиту, борилачким и борбеним вештинама, као и вештинама заштите других, а све на јединствен и свеобухватан начин. 
Крав мага није борилачки спорт, већ борбена вештина самоодбране у цивилној варијанти као и војни одбрамбено-тактички борилачки систем у војно/полицијској варијанти.
Крав мага у себи садржи елементе рвања, партерне и ударачке технике. Позната је по својим изузетно ефикасним и бруталним контра нападима, која се обучава у елитним специјалним јединицама широм света.

## Историја и развој
Крав мага је развијена из уличног и војног искуства оснивача Ими Лихтенфелда. Оснивач Крав мага је Ими Лихтенфелд. Рођен у Будимпешти у Мађарској, одрастао у Словачкој где је тренирао рвање, бокс и друге спортове. Ими Лихтенфелд је средином и крајем 1930-их година био приморан да своје знање користи у одбрани јеврејских четврти од фашистичких група у Братислави. Почетком 1940. емигрира из Европе и упућује се у ондашњу Палестину. По својој имиграцији у Израел, као бивши припадник британске војске започео је са обучавањем у борби прса у прса, јеврејски покрет отпора и герилске организације (Хагана и Палмах) из којих ће касније настати Израелска војска (ИДФ). Развија технике које ће касније бити познате као Крав мага. 
Крав мага је заснован на техникама које су примењивале Британске командоске јединице, а које је Лихтенфелд даље развијао. 
После оснивања државе Израел 1948. Лихтенфелд постаје главни инструктор борбених вештина у израелској војсци (ИДФ). На том месту остаје скоро 20 година. Касније је по завршетку активне војне службе адаптирао војну Крав Магу за припаднике полицијских снага као и за цивиле. 
| Бели       |
| Жути       |
|            |
| Наранџасти |
|            |
| Зелени     |
|            |
| Плави      |
|            |
| Смеђи      |
|            |
| Црни       |
|            |
|            |
|            |
|            |

Развијање и модификовање Крав Маге у модерним временима се наставља под руководством Ејала Јанилова, најближег Имијевог асистента.
Главни Крав мага инструктор у Србији је Јован Манојловић (директор и главни инструктор српског KMG-а), инструктор Цивилне, Војне, Аир Маршал и Полицијске Крав Маге.